# تور رپچر
تور رپچر (به انگلیسی: Rapture Tour) یک تور کنسرت توسط خواننده رپ آمریکایی امینم بود. این تور در حمایت از هشتمین آلبوم استودیویی امینم، مارشال مترز ال‌پی ۲ (۲۰۱۳) راه اندازی شد. نمایش‌های اولیه در ۲۲ اکتبر ۲۰۱۳ در استرالیا و نیوزیلند اعلام شد. کندریک لامار، جی. کول، جیکوب لینسلی و اکشن برونسون امینم را در این تور همراهی می‌کردند. در تاریخ‌های اقیانوسیه، رپرهای محلی متیو جیمز کالول و دیوید دالاس نیز او را همراهی می‌کردند. در ۸ نمایش (از جمله دو تاریخ در ورزشگاه ومبلی)، امینم بیش از ۳۱۵٬۰۰۰ بلیط فروخت.

## فهرست مجموعه
1. «بقا»
2. "Won't Back Down"
3. «۳ نیمه شب»
4. «Square Dance»
5. «بیزنس» / «میکشمت»
6. «آمریکای سفید»
7. «مش»
8. «خدای رپ»
9. "Still Don't Give a Fuck" / "Criminal" / «آنطور که هستم»
10. «فست‌لین»
11. «فانوس‌ها»
12. «دروغ گفتنت را دوست دارم»
13. «استن»
14. «برای لحظه‌ای با من بخون»
15. «مثل سربازهای اسباب‌بازی» / "Forever" / «آشفطه»
16. «تا غش کنم»
17. Cinderella Man"
18. «هیولا»
19. «این اسم منه»
20. «اسلیم شیدی واقعی»
21. «بدون من» / «نمی‌ترسم»

پایانی
1. «خودتو غرق کن»

منابع:

## نمایش‌ها
| تاریخ         | شهر        | کشور          | محل                    | حضور            | درآمد          |           |
| اقیانوسیه     | اقیانوسیه  | اقیانوسیه     | اقیانوسیه              | اقیانوسیه       | اقیانوسیه      | اقیانوسیه |
| ------------- | ---------- | ------------- | ---------------------- | --------------- | -------------- | --------- |
| ۱۵ فوریه ۲۰۱۴ | اوکلند     | نیوزلند       | ورزشگاه وسترن اسپرینگز | ۵۲٬۴۴۴ / ۵۲٬۴۴۴ | ۶٬۸۳۸٬۹۸۸ دلار |           |
| ۱۹ فوریه ۲۰۱۴ | ملبورن     | استرالیا      | ورزشگاه اتحاد          | ۵۱٬۳۳۵ / ۵۱٬۳۳۵ | ۷٬۰۳۴٬۱۶۰ دلار |           |
| ۲۰ فوریه ۲۰۱۴ | بریزبن     | استرالیا      | ورزشگاه سنکورپ         | ۴۳٬۹۲۷ / ۴۳٬۹۲۷ | ۵٬۶۴۳٬۹۱۵ دلار |           |
| ۲۲ فوریه ۲۰۱۴ | سیدنی      | استرالیا      | ورزشگاه ANZ            | ۵۳٬۶۴۹ / ۵۳٬۶۴۹ | ۶٬۹۳۷٬۹۱۰ دلار |           |
| آفریقا        |            |               |                        |                 |                |           |
| ۲۶ فوریه ۲۰۱۴ | کیپ تاون   | آفریقای جنوبی | ورزشگاه کیپ تاون       | ۳۷٬۸۲۵ / ۴۲٬۳۶۶ | ۱٬۹۳۹٬۸۰۱ دلار |           |
| ۱ مارس ۲۰۱۴   | ژوهانسبورگ | آفریقای جنوبی | ورزشگاه الیس پارک      | ۵۱٬۷۸۷ / ۵۳٬۱۲۲ | ۳٬۵۴۶٬۶۳۸ دلار |           |
| اروپا         |            |               |                        |                 |                |           |
| ۱۱ ژوئیه ۲۰۱۴ | لندن       | انگلستان      | ورزشگاه ومبلی          | -               | -              |           |
| ۱۲ ژوئیه ۲۰۱۴ | لندن       | انگلستان      | ورزشگاه ومبلی          | -               | -              |           |